# 이웃집 치카라
《이웃집 치카라》(일본어: となりのチカラ 토나리노치카라[*])는 2022년 1월 20일부터 매주 목요일 21:00 ~ 21:54에 TV 아사히 계열의 〈TV 아사히 목요일 밤 9시 드라마〉 시간대에서 방송된 텔레비전 드라마이다. 주연은 마츠모토 준.

## 개요
어느 도내의 맨션을 무대로 「다양한 문제」를 안는 주민들을 걱정하고, 배려해, 무심코 말을 걸어 버리는 주인공이 실패를 반복하면서, 이윽고 맨션의 주민들과 조금씩 관계성을 쌓아 올려, 하나의 커뮤니티가 되어 가는 과정을 그린 사회파 홈 코메디.
마츠모토에게 있어서, 2018년에 TBS계 「일요 극장」에서 방송된 「99.9 ~형사 전문 변호사~」이래 4년만의 주연 드라마가 될 예정.

## 줄거리
배려와 인간애가 남다르지만 무엇을 해도 어중간한 반쪽 같은 남자 주인공이 이웃의 어려움을 함께 고민하며 해결하는 이야기를 그린 홈 코미디 드라마.

## 스태프
- 각본 - 유카와 카즈히코
- 음악 - 히라이마미코
- 제너럴 프로듀서 - 미와 유미코 (TV 아사히), 핫토리 노부유키 (TV 아사히)
- 수석 프로듀서 - 쿠로다 테츠야 (TV 아사히)
- 프로듀서 - 아키야마 타카토 (TV 아사히), 마츠노 치즈코 (애즈버즈)
- 연출 - 유카와 카즈히코 외
- 제작협력 - 애즈버즈
- 제작 - TV아사히